# Dolské údolí

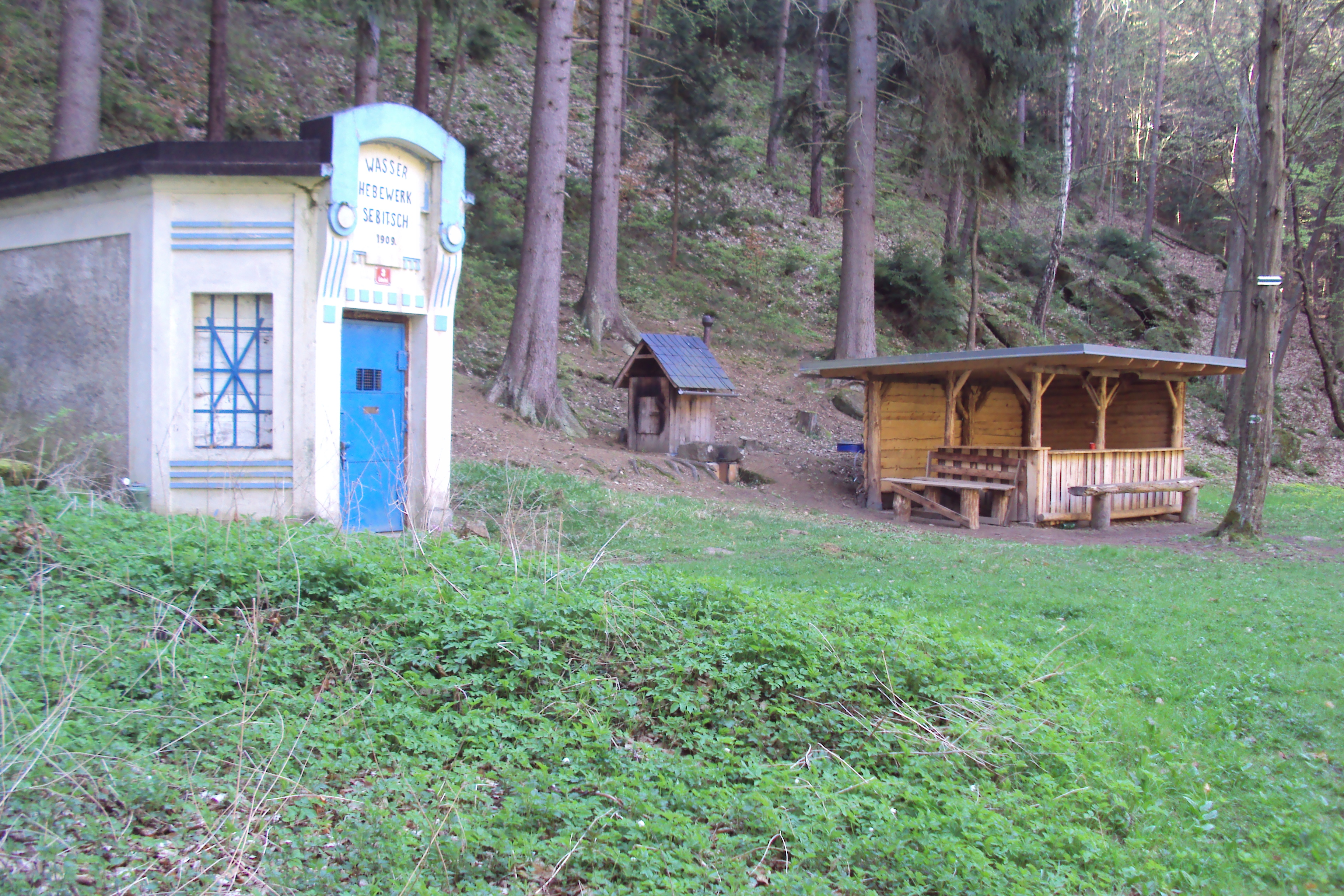
Dolské údolí s vodárnou

Dolské údolí se rozprostírá v jižní části okresu Česká Lípa mezi městysem Holany a vesnicí Dřevčice. Bylo a je známé díky zřícenině Chudého hrádku a Dolskému mlýnu. Údolí se nazývá též Roklice, na jihu na něj navazuje Čertova rokle.

## Popis údolí
Údolí v krajině nazývané Dubské Švýcarsko (Dubauer Schweiz) je sevřené řadami pískovcových skal a protékáno Dolským potokem. Ten pramení na jihu u vesnice Drchlava a končí soutokem s Bobřím potokem krátce přes společným vtokem do Novozámeckého rybníka. Jižní strana Dolského údolí navazuje na Čertovu rokli. Předěl mezi nimi je v rozšířené části, kdy býval rybník a Dolský mlýn (Gründelmühle). Na západní straně této části údolí bylo nad ním dávno předtím dřevěné hradiště, ve skalách východně od Dolského mlýna jsou zříceniny Chudého hrádku.
Dnes již neexistující rybník u Dolského mlýna byl napájen dvěma potoky. Dolským potokem přitékajícím sem boční roklí Drchlavský důl či také Chrasták. Druhým zdrojem je potůček pramenící poblíž Dřevčic v Čertově a Rasově studánce.

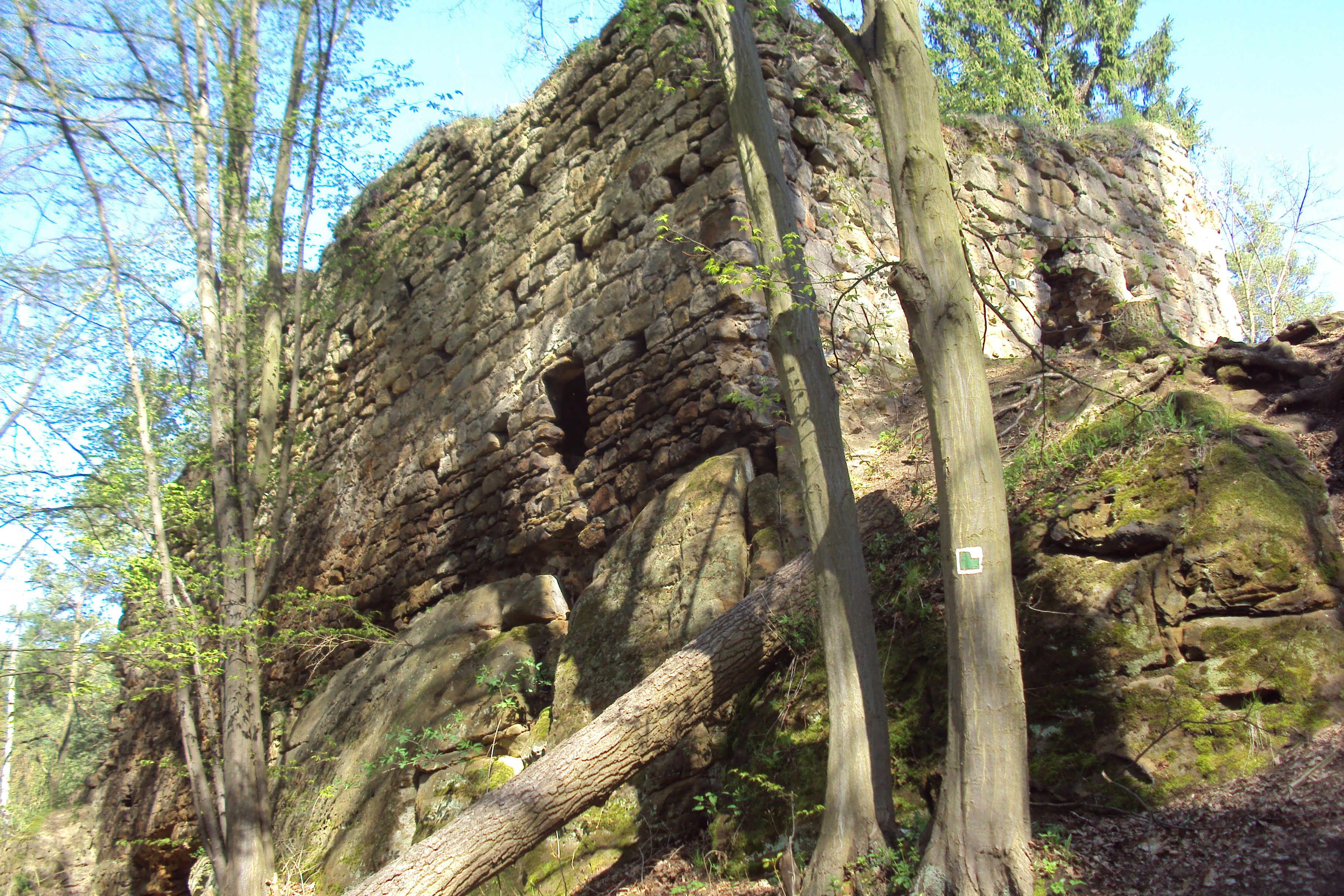
Chudý hrádek

V údolí jsou u potoka dvě vodárny, jedna sloužila Dřevčicím, druhá vesnici Pavlovice.

## Horolezecké věže
Jednotlivé pískovcové věže nad údolím mají svá jména od horolezců (např. Liberecká věž, Sušická věž, Vosa, Dóm) a jsou cílem jejich lezeckých výstupů. Na počátku 20. století údolí i skály nebyly tak zalesněné jako o 100 let později a byly zde shora pěkné výhledy na celé údolí.

## Dolský mlýn
Dnes se tak nazývá rekreační chalupa, která se dříve jmenovala Křížová kovárna. Původní dřevěný mlýn s rybníkem je uváděn roku 1402 v listině, kterou svůj majetek dělil mezi syny Jindřich Berka, zvaný Jednooký z Dubé. Mlýn tehdy náležel k zaniklé vesničce Zdislavice a jmenoval se Kuchyňky. Rybník byl pojmenován v katastrálních listinách v roce 1713 jako Blatný. Po mlýnu zůstaly jen záseky ve skále, u níž stál.

## Dostupnost
Z Holan vede do údolí zeleně značená turistická trasa, z níž je odbočka vzhůru na Chudý hrádek, a která pak pokračuje do Dřevčic. Nejbližší silnice vede nad západní stranou údolí od Holan do Dřevčic. Jezdí po ní pravidelná linka ČSAD od České Lípy se zastávkou Holany, Pavlovice rozc. na počátku údolí. Železniční tratě poblíž nevedou, nejbližší zastávka je v Zahrádkách na trati 087 z České Lípy do Litoměřic asi 6 km severním směrem.